# Jordan Mitkow
Jordan Mitkow (bulgarisch Йордан Митков, engl. Transkription Yordan Mitkov; * 3. April 1956 in Assenowgrad, Bulgarien) ist ein ehemaliger bulgarischer Gewichtheber. Er wurde 1976 Olympiasieger im Mittelgewicht.

## Werdegang
Jordan Mitkow wurde zu Beginn der 1970er Jahre im Rahmen eines intensiven Talentsichtungs- und -förderungsprogramms des bulgarischen Gewichtheber-Verbandes, das von dem sich seit 1969 im Amt befindenden neuen Cheftrainer Iwan Abadschiew initiiert worden war, entdeckt. Er stammt aus Assenowgrad und startete für den dortigen Sportclub Assenowez.
Zu Beginn des Jahres 1973 weilte Jordan Mitkow mit einer bulgarischen Juniorenauswahl zu einem Länderkampf gegen die Junioren Polens in Warschau und erreichte dort als Federgewichtler im Zweikampf 202,5 kg (85–117,5), wobei er gegen den Polen Jarczynski, der 217,5 kg erreichte, unterlag. Bereits wenige Monate später erzielte er bei einem Juniorenturnier in Pjöngjang/Nordkorea im Leichtgewicht 270 kg (122,5–147,5) und belegte damit hinter Sänger aus der DDR, 272,5 kg, den 2. Platz. Aus dem Jahre 1974 ist ein Resultat von Jordan Mitkow bekannt. Er belegte dabei in Koszalin bei einem Junioren-Turnier im Mittelgewicht mit 267,5 kg den 2. Platz.
1975 steigerte er sich beim Donau-Pokal-Turnier der Junioren in Dimitrowgrad im Mittelgewicht auf 302,5 kg (132,5–170) und siegte damit vor dem Österreicher Rummel, 265 kg. Er konnte sich in den nächsten Monaten kontinuierlich weiter steigern und belegte bei der Junioren-Weltmeisterschaft 1975 in Marseille im Mittelgewicht mit 320 kg (142,5–177,5) hinter Jurik Wardanjan aus der UdSSR, 325 kg, den 2. Platz. Da der Olympiasieger von 1972 im Mittelgewicht Jordan Bikow nicht mehr zur Verfügung stand, wurde Jordan Mitkow 1975 vom bulgarischen Gewichtheber-Verband mit 19 Jahren auch schon bei der Welt- und Europameisterschaft dieses Jahres in Moskau eingesetzt. Er erreichte dort im Mittelgewicht 332,5 kg (150–182,5) und wurde mit dieser Leistung hinter Peter Wenzel aus der DDR, 335 kg und seinem Landsmann Nedeltscho Kolew, der 325 kg erreichte, sowohl Vize-Welt- als auch Vize-Europameister.
Bei der bulgarischen Meisterschaft 1976 in Sofia stellte Jordan Mitkow mit 345 kg (155–190) im Mittelgewicht einen neuen Weltrekord im Zweikampf auf. Bei der Europameisterschaft 1976 in Berlin (Ost) kam er aber im Mittelgewicht nur auf 330 kg (147,5–182,5) und belegte damit hinter Wartan Militosjan, der 340 kg erzielte und Peter Wenzel, der auf 335 kg kam, den 3. Platz. Für eine große Überraschung sorgte er dann bei den Olympischen Spielen 1976 in Montreal. Miltosjan, Wenzel und er machten auch dort die Medaillen unter sich aus. Während aber Miltosjan und Wenzel ihre Leistungen von der Europameisterschaft 1976 nicht erreichten, steigerte sich Jordan Mitkow im Zweikampf auf 335 kg (145–190) und gewann damit ganz überraschend die Goldmedaille im Mittelgewicht vor Wartan Militosjan, 330 kg u. Peter Wenzel, 327,5 kg.
Zu Beginn des Jahres 1977 verletzte sich Jordan Mitkow und kam in den folgenden Monaten nur langsam wieder in Form. Aus diesem Grund belegte er bei der Junioren-Weltmeisterschaft 1977 in Sofia mit Mittelgewicht mit 300 kg (135–165) nur den 4. Platz. Sieger wurde dort der Kubaner Zayas mit 330 kg. Bei der Welt- und Europameisterschaft 1977 in Stuttgart war er schon wieder in besserer Form, die von ihm erzielten 327,5 kg (147,5–180) reichten im Mittelgewicht aber jeweils nur zum 5. Platz. Welt- und Europameister wurde in Stuttgart Wartan Militosjan mit 342,5 kg vor Peter Wenzel mit 337,5 kg im Zweikampf.
Wegen einer erneuten Verletzung fiel Jordan Mitkow für das gesamte Wettkampfjahr 1978 aus und konnte erst wieder im Frühjahr 1979 bei der V. National-Spartakiade (zgl. bulgarische Meisterschaft) in Sofia an den Start gehen. Er erreichte dort mit 342,5 kg (152,5–190) wieder ein hervorragendes Ergebnis und verwies Nedeltscho Kolew, der 332,5 kg erreichte auf den 2. Platz. Bei der Europameisterschaft 1979 in Warna steigerte er sich wieder auf 345 kg (155–190) und siegte mit dieser Leistung vor Nedeltscho Kolew, 337,5 kg und Peter Wenzel, 332,5 kg. Bei der Weltmeisterschaft 1979 in Saloniki wurde er von dem Kubaner Roberto Urrutia, der wie Nedeltscho Kolew 155 kg riss, überrascht. Er selbst kam im Reißen nur auf 150 kg und musste deshalb im Stoßen ein hohes Risiko eingehen und den Wettkampf mit 190 kg beginnen. Dieses Gewicht war aber für ihn an diesem Tag zu hoch. Er schaffte es dreimal nicht und schied deshalb ohne Zweikampfresultat unplatziert aus.
1980 belegte Jordan Mitkow bei der bulgarischen Meisterschaft mit 345 kg (150–195) hinter dem neuen Star Assen Slatew, 352,5 kg (157,5–195) und Nedeltscho Kolew, 350 kg (160–190) nur den 3. Platz und wurde deshalb 1980 weder bei der Europameisterschaft in Belgrad, noch bei den Olympischen Spielen in Moskau eingesetzt.
Er beendete daraufhin seine Gewichtheberlaufbahn, in der er im Gegensatz zu einer Vielzahl von anderen bulgarischen Gewichthebern nie des Dopings überführt werden konnte. Über seinen weiteren Lebensweg ist nichts bekannt.

## Internationale Erfolge
| Jahr | Platz | Wettbewerb                                                 | Gewichtsklasse | |
| 1973 | 2.    | Turnier der Freundschaft (Junioren) in Pjöngjang/Nordkorea | Leicht         | mit 270 kg (122,5–147,5), hinter Sänger, DDR, 272,5 kg |
| 1974 | 2.    | Intern. Junioren-Turnier in Koszalin                       | Mittel         | mit 267,5 kg, hinter Przybytkowski, Polen, 270 kg |
| 1975 | 1.    | Donau-Pokal-Turnier (Junioren) in Dimitrowgrad             | Mittel         | mit 302,5 kg (132,5–170), vor Rummel, Österreich, 265 kg |
| 1975 | 2.    | Junioren-WM in Marseille                                   | Mittel         | mit 320 kg (142,5–177,5) hinter Jurik Wardanjan, UdSSR, 325 kg                                                                                              |
| 1975 | 2.    | WM + EM (2.) in Moskau                                     | Mittel         | 150–182,5), hinter Peter Wenzel, DDR, 335 kg (145–190), vor Nedeltscho Kolew, Bulgarien, 325 kg (145–180)                                                   |
| 1975 | 1.    | Balkan-Meisterschaft in Sombor                             | Mittel         | mit 310 kg, vor Cioroslan, Rumänien, 307,5 kg |
| 1976 | 3.    | EM in Berlin (Ost)                                         | Mittel         | mit 330 kg (147,5–182,5), hinter Wartan Militosjan, 340 kg (150–190) u. Peter Wenzel, 335 kg (150–185)                                                      |
| 1976 | Gold  | OS in Montreal                                             | Mittel         | mit 335 kg (145–190), vor Wartan Militosjan, 330 kg (145–185) u. Peter Wenzel, 327,5 kg (145–182,5)                                                         |
| 1977 | 1.    | „Jean-Dame“-Memorial in Paris                              | Mittel         | mit 302,5 kg (130–172,5), vor Meder, Polen, 295 kg |
| 1977 | 4.    | Pannonia-Turnier in Budapest                               | Mittel         | mit 305 kg (130–175), Sieger: Wartan Militosjan, 342,5 kg                                                                                                   |
| 1977 | 4.    | Junioren-WM in Sofia                                       | Mittel         | mit 300 kg (135–165), hinter Zayas, Kuba, 330 kg, Talajew, UdSSR, 312,5 kg u. Echenique, Kuba, 307,5 kg                                                     |
| 1977 | 5.    | WM + EM (5.) in Stuttgart                                  | Mittel         | mit 327,5 kg (147,5–180) hinter Jurik Wardanjan, 345 kg (152,5–192,5), Peter Wenzel, 337,5 kg, Günter Schliwka, DDR, 330 kg u. Andras Stark, Ungarn, 330 kg |
| 1979 | 1.    | EM in Warna                                                | Mittel         | mit 345 kg (155–190), vor Nedeltscho Kolew, 337,5 kg u. Peter Wenzel, 332,5 kg                                                                              |
| 1979 | unpl. | WM in Saloniki                                             | Mittel         | nach 150 kg im Reißen drei Fehlversuche im Stoßen u. damit ohne Zweikampfleistung; Sieger: Roberto Urrutia, Kuba, 345 kg vor Nedeltscho Kolew, 342,5 kg     |

## WM- & EM-Einzelmedaillen
- WM-Goldmedaillen: 1975/Reißen/Mittel – 19767Stoßen/Mittel
- WM-Silbermedaillen: 1975/Stoßen/Mittel
- WM-Bronzemedaillen: 1976/Reißen/Mittel – 1979/Reißen/Mittel
- EM-Goldmedaillen: 1975/Reißen/Mittel – 1979/Reißen/Mittel – 1979/Stoßen/Mittel
- EM-Silbermedaillen: 1975/Stoßen/Mittel
- EM-Bronzemedaillen: 1976/Reißen/Mittel – 1976/Stoßen/Mittel

## Weltrekorde
| Datum   | Ort    | Disziplin | Gewichtskl. | Leistung         |
| 7.4.76  | Berlin | Stoßen    | Mittel      | 190,5 kg         |
| 25.4.76 | Sofia  | Reißen    | Mittel      | 155 kg           |
| 25.4.76 | Sofia  | Zweikampf | Mittel      | 345 kg (155–190) |
| 1980    | Warna  | Stoßen    | Mittel      | 197 kg           |

Erläuterungen
- alle Wettkämpfe im Zweikampf, bestehend aus Reißen und Stoßen,
- OS = Olympische Spiele,
- WM = Weltmeisterschaft,
- EM = Europameisterschaften,
- Leichtgewicht, damals bis 67,5 kg Körpergewicht,
- Mittelgewicht, damals bis 75 kg Körpergewicht,
- Die Ergebnisse bei den Olympischen Spielen 1976 galten auch als WM-Ergebnisse